# 末吉財部インターチェンジ
末吉財部インターチェンジ（すえよしたからべインターチェンジ）は、鹿児島県曽於市末吉町深川にある東九州自動車道のインターチェンジ。

## 概要
開通当初は当ICに料金所が設置されていたが、当IC以南・以東（鹿屋・志布志・日南方面）が新直轄方式に変更されたため、2007年にIC部分の料金所を廃止し、当ICからやや離れた場所に本線料金所を設置している。
鹿児島方面から宮崎県都城市に向かう際に便利である。

## 歴史

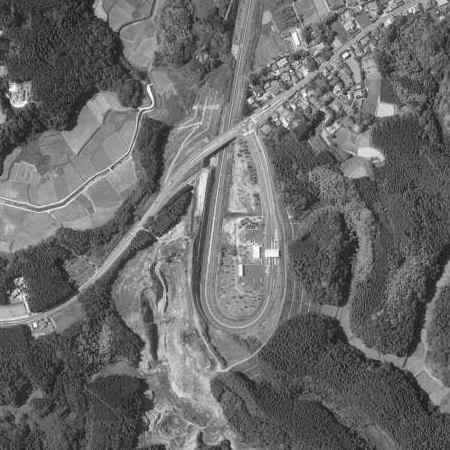
2006年に撮影された航空写真。インターチェンジのランプに料金所がある。。

- 2002年（平成14年）3月2日：末吉財部IC - 国分IC間開通に伴い、供用開始[1]。
- 2004年（平成16年）1月：志布志IC - 末吉財部IC間が新直轄方式での整備計画に変更[2][3]。
- 2007年（平成19年）3月22日：末吉財部IC料金所を廃止し、本線上に「末吉財部本線料金所」を開設[4]。
- 2010年（平成22年）3月14日：曽於弥五郎IC - 末吉財部IC間開通[5]。

## 周辺
- 曽於市役所
- 道の駅すえよし

## 接続する道路
- 直接接続
  - 国道10号

## 末吉財部本線料金所

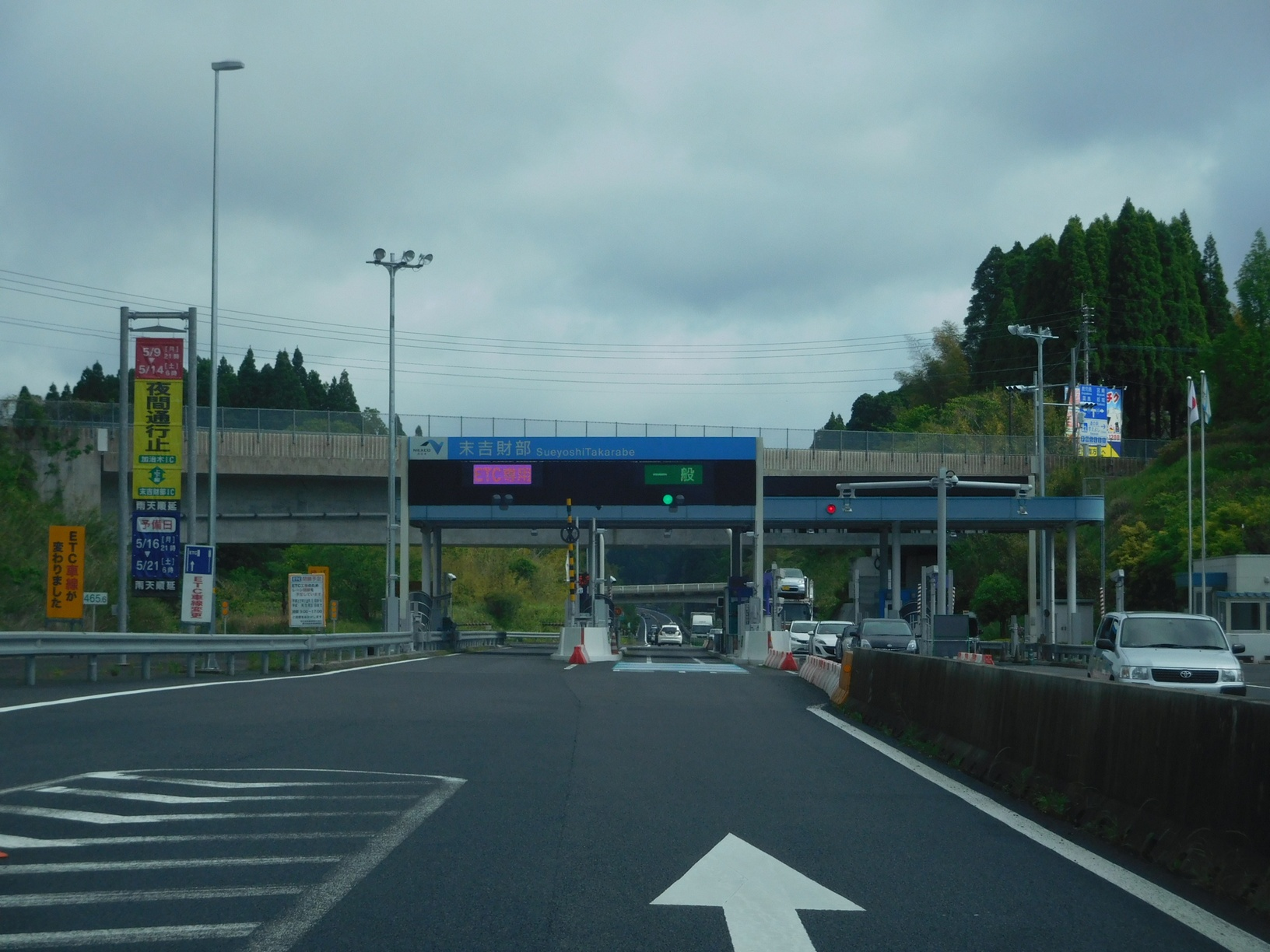
本線料金所（加治木JCT方面）

- ブース数：4

### 加治木・鹿児島方面
- ブース数：2
  - ETC専用：1
  - 一般：1 （ETC/一般レーンとして運用されることもあるため、通行の際は注意が必要）

### 鹿屋・志布志方面
- ブース数：2
  - ETC専用：1
  - 一般：1

## 隣
E78 東九州自動車道
(38)曽於弥五郎IC - (39)末吉財部IC - 末吉財部TB - 国分PA - (40)国分IC